# Allan Sandström
Oskar Allan Sandström, född 10 september 1933 i Sävars församling i Västerbottens län, död 2 juli 2014 i Karlshamn, var en svensk författare och journalist. Han skrev flera böcker inom olika historiska ämnesområden.
Sandström engagerade sig tidigt i den lokala missionsföreningen inom Evangeliska Fosterlandsstiftelsen och dess verksamhet. Genom kyrkoherdens i församlingens försorg kom han att få studera vidare efter ordinarie skolgång, först på Fjellstedtska skolan, därefter EFS predikantskola (Johannelunds teologiska högskola). Han fullföljde ingen av dessa utbildningar, men inledde sedan studier i teologi vid Uppsala universitet, studier som han också valde att avsluta utan examen. Han blev journalist och anställdes 1957 vid Västerbottenskuriren, först som korrekturläsare, sedan som allmänreporter, därefter som politisk redaktör och kulturreporter. År 1963 arbetade han vid ledarredaktionen.  År 1971 arbetade han under ett par år för Expressens politiska redaktion. År 1975 erbjöds han tjänsten som chefredaktör för Karlshamns Allehanda. Tidningen lades ned 1976 och uppgick i Blekinge läns tidning. Sandström började istället arbeta på frilansbasis åt bland andra Dagen, Skånska Dagbladet och Blekinge läns tidning.
Sandström gifte sig 1955 med Else-Maj Sandström (1934–2020) som kom till Sverige som finländskt krigsbarn. Paret fick fyra barn. Makarna är begravda på Backens kyrkogård.

## Priser och utmärkelser
- Lars Widdings pris (2004) [5]